# Carsten Quiding
Carsten Liebergreen Quiding (* 10. Mai 1967 in Horsens) ist ein ehemaliger dänischer Basketballspieler.

## Werdegang
Quiding spielte bei Horsens IC und wurde dänischer Nationalspieler. In der Saison 1999/2000 bestritt der 1,96 Meter große Flügelspieler fünf Spiele in der Basketball-Bundesliga für den SSV Ratiopharm Ulm. Er wurde ebenfalls in einer Begegnung des Europapokalwettbewerbs Korać-Cup eingesetzt.
2003 wurde Quiding Trainer des Zweitligisten Horsens BC, 2007 des Stadtrivalen Horsens IC in der höchsten dänischen Liga und beendete diese Tätigkeit im April 2009.